# Elecciones al Parlamento Europeo de 1999 (Finlandia)
En las elecciones al Parlamento Europeo de 1999 en Finlandia, celebradas en junio, se escogió a los 16 representantes de dicho país para la quinta legislatura del Parlamento Europeo.

## Resultados
| Datos de participación | Datos de participación | Datos de participación |
| ---------------------- | ---------------------- | ---------------------- |
| Censo electoral        | 4.141.098              | 100%                   |
| Votantes               | 1.247.685              | 30,1                   |
| Abstención             | 2.893.413              | 69,9                   |
| A candidatura          | 1.242.303              |                        |

| ← Elecciones al Parlamento Europeo de 1999 → |         |       |         |
| Partido                                      | Votos   | %     | Escaños |
| Coalición Nacional (KOK)                     | 313.960 | 25,27 | 4       |
| Partido del Centro (KESK)                    | 264.640 | 21,30 | 4       |
| Partido Socialdemócrata de Finlandia (SDP)   | 221.836 | 17,86 | 3       |
| Liga Verde (VIHR)                            | 166.786 | 13,43 | 2       |
| Alianza de la Izquierda (VAS)                | 112.757 | 9,08  | 1       |
| Partido Popular Sueco (SFP)                  | 84.153  | 6,77  | 1       |
| Liga Cristiana de Finlandia (SKL)            | 29.637  | 2,39  | 1       |
| Kirjava Puolue (KIPU)                        | 29.215  | 2,35  | 0       |
| Verdaderos Finlandeses (PS)                  | 9.854   | 0,79  | 0       |
| Partido Comunista de Finlandia (SKP)         | 7.556   | 0,61  | 0       |
| Eläkeläiset Kasan Asialla (EKA)              | 1.909   | 0,15  | 0       |